# Anselm von Edling
Anselm von Edling OSB (* 13. Dezember 1741 in Maria Saal; † 23. April 1794 in Göß) war ein österreichischer Benediktiner, der von 1778 bis 1782 Abt der Abtei St. Paul im Lavanttal war. Zudem war er ein Historiker, Schriftsteller und Dichter der josephinischen Aufklärung.
Da mit Anselm Passaucko, sein direkter Vorgänger als Abt, bereits eine Person mit dem Ordensnamen Anselm im Amt war, wurde Edling auch oftmals als Anselm II. geschrieben.

## Leben
Anselm von Edling wurde am 13. Dezember 1741 in Maria Saal geboren; sein Taufname war Wolfgang. Vermutlich gehörte er demselben Görzer Adelsgeschlecht an wie der Görzer Fürsterzbischof Rudolf Josef Graf Edling (1723–1803). Am 22. Oktober 1758 erhielt Edling, zu diesem Zeitpunkt noch 16-jährig, im Stift St. Paul im Lavanttal seine feierliche Profess und wurde in weiterer Folge in Salzburg zum Priester geweiht. Rund 20 Jahre später, mittlerweile 36 Jahre alt, war Edling praefectus aerarii domestici und wurde am 14. Juli desselben Jahres (Scriptores: 15. Juli) zum Abt der Abtei St. Paul im Lavanttal gewählt. Davor war er unter anderem als Pfarrer und Dechant in Wolfsberg tätig gewesen.
In seine Amtszeit fielen die hohe Verschuldung des Klosters, das erst im Jahr vor Edlings Wahl zum Abt den Schulbetrieb eines in den Klosterräumlichkeiten befindlichen Gymnasiums aufgenommen hatte. Am 7. Oktober 1782 verfügte Kaiser Joseph II. per Hofdekret, dass zahlreiche Klöster aufgelöst werden sollen. Aus diesem Anlass sandte er eine Untersuchungskommission nach St. Paul, die daraufhin entschied, dass das hochverschuldete Stift geschlossen werden müsse. Auch die Einführung von Sparmaßnahmen und einer geordneten Wirtschaft konnten das Stift nicht mehr retten. Joseph II. hob daraufhin das Stift am 4. November 1782 auf; mit der Auflösung der Abtei St. Paul endete die Amtszeit von Abt Anselm II. Dieser hatte in den letzten Jahren viel Zeit außerhalb des Klosters verbracht und lebte vorwiegend in Klagenfurt.
Durch eine Intervention Abt Anselm II., der als Beichtvater der in Klagenfurt lebenden Erzherzogin Maria Anna (1738–1789), der Schwester des Kaisers, fungierte, konnte eine Rückkehr der Mönche im darauffolgenden Jahr wieder ermöglicht werden. Die noch immer vorherrschende hohe Verschuldung des Stiftes führte aber am 10. April 1787 zu einer abermaligen Aufhebung, woraufhin die Güter in staatliche Verwaltung übergingen und ein Großteil der Bücher und Handschriften der Stiftsbibliothek nach Klagenfurt und Graz wanderten bzw. Teile davon sowie auch etliche Kunstwerke verloren gingen. Der emeritierte Abt wurde danach im Jahre 1790 ein Mitglied des in Göß residierenden Domkapitels der neugeschaffenen Diözese Leoben. Zugleich fungierte er als Priesterhausdirektor, Dechant und Pfarrer der dortigen Domkirche.
Bis zu seinem Tod trat Anselm von Edling als Historiker, Schriftsteller und Dichter der josephinischen Aufklärung in Erscheinung. So machte er sich durch einige populäre gesellschaftskritische Werke für die Volkserziehung verdient. Seine beiden eigentlichen literarischen Hauptwerke wurden erst kurz vor seinem Tod veröffentlicht.
Am 23. April 1794 starb der einstige Abt im Alter von 52 Jahren in Göß.

## Werke (Auswahl)
- Anselm von Edling: Geschichte des Herzogtums Kärnten zum Gebrauch der studierenden Jugend. 1781.
- Anselm von Edling: Der Kornet, oder: So arg macht’s die Eifersucht. 1787 (Drama).
- Anselm von Edling: Die Begebenheiten auf der Jagd, oder: Über die Unschuld hält die ewige Vorsicht den Schild. 1789 (komische Oper).
- Anselm von Edling: Blumauer bey den Göttern im Olympus über die Travestierung der Aeneis angeklagt. 1792 (parodistische Versdichtung).
- Anselm von Edling: Der Priester, wie man ihn wünschen mag, und – wie er nicht alle Tage zu haben ist. 1793, S. 4 Bände (volksaufklärerische Erzählung).